# Зоран Вранов
Зоран Вранов (Бор, 6. мај 1969) српски професор је физичке културе и каскадер.

## Биографија
У Бору је завршио основну и средњу школу, смер рударски техничар. Факултет физичке културе (ДИФ) уписао је 1988. у Београду и потом отишао на служење војног рока. Дипломирао је средином 1990-их, са оценом 10, и постао професор физичке културе. Радио је две године (1991—1993) као демонстратор на предметима Спортска гимнастика и Антропомоторика, на истом факултету.
Године 1990. учествовао је на Играма без граница, у последњем серијалу пре рата, у Португалу и Италији. Екипа Бора тада је освојила прво место у Португалу и пласирала се на финале у Италији где су изгубили за један бод прво место.
Каскадерством се бави од 1992. године, прво је снимао рекламе, и то за Континентал банку, затим учествовао на Месаму где је радио акробатику на сцени са групом „Тапири“ (касније „Тап 011“). То је било прво појављивање акробатике на музичкој сцени Србије, ту је био први пут запажен позван на снимање филма „Слатко од снова“, где је главну улогу имала Драгана Мирковић и Ђогани кога је Зоран Вранов дублирао у филму.
После тога је снимао филмове и серије:
- „Купи ми Елиота“
- „Јанез“
- „Сиви камион црвене боје“
- „Небо изнад крајолика“
- „Свети Георгије убива аждаху“
- „Горе доле“
- „Сироти мали хрчки“
- „Призвање“ — руска серија

Радио је са многим српским најпознатијим глумцима: Бата Живојиновић, Срђан Тодоровић, Лазар Ристовски, Небојша Глоговац, Никола Којо, Драган Бјелогрлић, Ивана Михић, Растко Јанковић итд.
Појављивао се у многим реклама: Континентал банка, Сокови Таковита, Књаз Милош, Дунав осигурање, Мобтел, Делта ђенерали осигурање итд. Реклама за Књаз Милош је најпознатија међу њима, проглашена за рекламу године 1997. на простору тадашње СР Југославије.
У Москви је са својим тимом освајао више пута прво место у дисциплинама висински пад, горења итд. Постављао је неке светске рекорде. Као признање том доприносу у свету каскадерства — примљен је у чланство и додељена му је титула академика Руске међународне академије каскадера. Тиме је стекао право да буде и каскадерски судија на неком од будућих фестивала „Прометеј“ у Москви.
Такође је члан и Светског удружења каскадера из Холивуда- „Hollywood World Stunt Association“.
Рекорди које је поставио су:
- скок салтом преко аута у пуној брзини (једини он то успешно ради на свету)
- скок са лукова старог железничког моста у Београду (35 метара): стој на рукама, дупли салто и успешан улаз у воду на главу. Гинисов рекорд је такође 35 метара.

Један од главних проблема, што се тиче његове професије, у српској кинематографији је тај што филмови који се снимају нису од оних у којима се обично траже каскадери.
Издавачка кућа „Fer Press“ је у сарадњи са њим објавила ДВД о каскадерима под називом „Каскадери - господари ризика“ 2008. године.
Поред каскадерског посла своје искуство је решио да пренесе и нашим најмлађим као и свим осталим заинтересованим грађанима за спортску гимнастику, акробатику, трамбулину и сл. у његовом гимнастичком клубу „Победник“ у Петој београдској гимназији – код Ташмајдана и на Миријеву.
Ожењен је супругом Горданом и има сина Марка.